# Pedro Porro
Pedro Antonio Porro Sauceda (Don Benito, 13 september 1999) is een Spaans voetballer die doorgaans als vleugelverdediger speelt. Hij verruilde Sporting CP in juli 2023 voor Tottenham Hotspur, dat hem in het voorgaande halfjaar al huurde. Porro debuteerde in 2021 in het Spaans voetbalelftal.

## Clubcarrière
Porro speelde in de jeugd bij Gimnástico Don Benito, Rayo Vallecano en Girona FC. Hij maakte op 28 november 2017 zijn debuut in de Copa del Rey, tegen UD Levante. Zijn debuut in de Primera División volgde op 2 juli 2018, tegen Real Valladolid. Na één seizoen bij Girona werd hij aangetrokken door Manchester City, dat hem meteen verhuurde aan Real Valladolid. Hier kwam hij amper aan spelen toe. Dat gebeurde wel toen City hem vanaf augustus 2020 voor twee jaar verhuurde aan Sporting Portugal. Porro was basisspeler in het team dat Sporting in 2020/21 voor het eerst in negentien jaar weer kampioen van Portugal maakte. De club nam hem in juli 2022 definitief over van Manchester City. Porro vertrok op 31 januari 2023 op huurbasis naar Tottenham Hotspur. Dat ging daarbij de verplichting aan om hem in juli 2023 te kopen.

## Interlandcarrière
Porro debuteerde op 28 maart 2021 in het Spaans voetbalelftal. Bondscoach Luis Enrique liet hem toen beginnen als rechtsback in een met 1–2 gewonnen kwalificatiewedstrijd voor het WK 2022 in en tegen Georgië. Het duurde vervolgens twee jaar tot bondscoach Luis de la Fuente hem zijn tweede interland voor Spanje liet spelen, een met 2–0 verloren kwalificatiewedstrijd voor het EK 2024 in en tegen Schotland.

## Erelijst
| Competitie             |             |                  |             |             |
| Competitie             | Aantal      | Jaren            |             |             |
| Sporting CP            | Sporting CP | Sporting CP      | Sporting CP | Sporting CP |
| ---------------------- | ----------- | ---------------- | ----------- | ----------- |
| Kampioen Primeira Liga | 1x          | 2020/21          |             |             |
| Taça da Liga           | 2x          | 2020/21, 2021/22 |             |             |
| Tottenham Hotspur      |             |                  |             |             |
| UEFA Europa League     | 1x          | 2024/25          |             |             |